# Луреј (Јужна Каролина)
Луреј (енгл. Luray) град је у америчкој савезној држави Јужна Каролина.

## Демографија
По попису из 2010. године број становника је 127, што је 12 (10,4%) становника више него 2000. године.
| Група             | 2000.      | 2010.      |
| Белци             | 59 (51,3%) | 43 (33,9%) |
| Афроамериканци    | 39 (33,9%) | 55 (43,3%) |
| Азијати           | 0 (0,0%)   | 0 (0,0%)   |
| Хиспаноамериканци | 16 (13,9%) | 28 (22,0%) |
| Укупно            | 115        | 127        |